# Harpactorini
Tribu
Synonymes
Harpactocorinae
Les Harpactorini sont une tribu d'insectes hémiptères du sous-ordre des hétéroptères (punaises) de la sous-famille des Harpactorinae.

## Liste des genres
Abelamocoris - 
Acanthischium - 
Acholla - 
Aga - 
Agrioclopius - 
Agriolestes - 
Agriosphodrus - 
Agyrius - 
Alcmena - 
Alcmenoides - 
Ambastus - 
Amphibolus - 
Analanca - 
Anyttus - 
Aphonocoris - 
Aprepolestes - 
Arcesius - 
Arilus - 
Aristathlus - 
Astinus - 
Atopozelus - 
Atrachelus - 
Aulacoclopius - 
Aulacosphodrus - 
Australcnema - 
Austrarcesius - 
Austrovelinus - 
Authenta - 
Baliemocoris - 
Bequaertidea - 
Bergrothellus - 
Bettotanocoris - 
Bewanicoris - 
Biasticus - 
Blapton - 
Bocatella - 
Brassivola - 
Breddinia - 
Bubiacoris - 
Bukacoris - 
Butuanocoris - 
Callanocoris - 
Callilestes - 
Callistodema - 
Campsolomus - 
Camptibia - 
Campylorhyncha - 
Carmenula - 
Castolus - 
Catasphactes - 
Cerellius - 
Chaetacantha - 
Chondrolophus - 
Cidoria - 
Coilopus - 
Coliniella - 
Colpochilocoris - 
Coniophyrta - 
Coranopsis - 
Coranus - 
Corcia - 
Corhinoris - 
Cosmoclopius - 
Cosmolestes - 
Cosmosycanus - 
Cydnocoris - 
Debilia - 
Diarthrotarsus - 
Dinocleptes - 
Doldina - 
Domnus - 
Dumbia - 
Ecelenodalus - 
Elemacoris - 
Elongicoris - 
Endochiella - 
Endochopsis - 
Endochus - 
Epidaucus - 
Epidaus - 
Erbessus - 
Euagoras - 
Euagoropsis - 
Eulyes - 
Eurocconota - 
Eurosomocoris - 
Fitchia - 
Floresocoris - 
Gattonocoris - 
Gminatellus - 
Gminatus - 
Gonteosphodrus - 
Gorareduvius - 
Graptocleptes - 
Graptoclopius - 
Graptolestes - 
Haematochares - 
Hagia - 
Hagiana - 
Haplolestes - 
Harpactor - 
Harpactorella - 
Harpagocoris - 
Harrisocoris - 
Havinthus - 
Hediocoris - 
Helonotus - 
Heterocorideus - 
Heza - 
Hiranetis - 
Hoffmannocoris - 
Homalosphodrus - 
Hoplomargasus - 
Hoplopium - 
IgoraIocoris - 
Iquitozelus - 
Irantha - 
Iranthoides - 
Ischnoclopius - 
Ischnolestes - 
Isocondylus - 
Isyndus - 
Ixopus - 
Jeanneliella - 
Kalabitocoris - 
Kalonotocoris - 
Kaniama - 
Keiserocoris - 
Kibatia - 
Kibonotocoris - 
Komodocoris - 
Lamottellus - 
Lamprosphodrus - 
Lanca - 
Leptodema - 
Leptolestes - 
Lerton - 
Lestonicoris - 
Liangcoris - 
Lindus - 
Lingnania - 
Lissocleptes - 
Loboplusius - 
Lophocephala - 
Lopodytes - 
Luja - 
Macracanthopsis - 
Mafulucoris - 
Makilingana - 
Maldonadocoris - 
Mametocoris - 
Margasus - 
Marjoriana - 
Massartia - 
Mastigonomus - 
Mastocoris - 
Mastostethocoris - 
Mecistocoris - 
Microcarenus - 
Mireella - 
Mireicoris - 
Mokoto - 
Montina - 
Moto - 
Motoperius - 
Mucrolicter - 
Myocoris - 
Nacorus - 
Nacurosana - 
Nagusta - 
Nagustoides - 
Nannotegea - 
Nanyukicoris - 
Narsetes - 
Neoarcesius - 
Neobiasticus - 
Neocydnocoris - 
Neohavinthus - 
Neonagusta - 
Neosphedanolestes - 
Neotropiconyttus - 
Neoveledella - 
Neovelinus - 
Neovillanovanus - 
Nesocastolus - 
Nicrus - 
Nothocleptes - 
Notocyrtus - 
Occamus - 
Odontogonus - 
Oedemanota - 
Orbella - 
Pahabengkakia - 
Palawanocoris - 
Paloptus - 
Paniaia - 
Panthous - 
Pantoleistes - 
Paracydnocoris - 
Parahiranetis - 
Paralcnema - 
Paramphibolus - 
Parapanthous - 
Parapeprius - 
Parasclomina - 
Paravadimon - 
Parendochus - 
Pareulyes - 
Parharpagocoris - 
Parhelonotus - 
Parirantha - 
Peprius - 
Perissorhynchus - 
Peyrierocoris - 
Pharagocoris - 
Phemius - 
Phonoctonus - 
Phonolibes - 
Piestolestes - 
Pirnonota - 
Pisilus - 
Platerus - 
Ploeogaster - 
Poecilobdallus - 
Poeciloclopius - 
Poecilosphodrus - 
Polididus - 
Polymazus - 
Pristhesancus - 
Protenthocoris - 
Pselliopus - 
Pseudolopodes - 
Pseudolopodytes - 
Pseudophonoctonus - 
Pyrrhosphodrus - 
Repipta - 
Rhapactor - 
Rhaphidosoma - 
Rhinocoroides - 
Rhynocoris - 
Ricolla - 
Rihirbus - 
Rocconota - 
Sava - 
Saxitius - 
Scipinia - 
Sclomina - 
Scoloponotus - 
Serendiba - 
Serendibana - 
Serendus - 
Siamocoris - 
Sindala - 
Sinea - 
Sosius - 
Sphedanolestes - 
Sphodronyttus - 
Stachyomerus - 
Stalireduvius - 
Stehlikia - 
Sycanus - 
Tegea - 
Tegellula - 
Testusius - 
Thereutocoris - 
Thysanuchus - 
Tivanius - 
Toxocamptellus - 
Trachylestes - 
Tunes - 
Ulpius - 
Undiareduvius - 
Vachiria - 
Vadimon - 
Varelia - 
Vatinius - 
Veledella - 
Velinus - 
Vesbius - 
Vestula - 
Vesulus - 
Vibertiola - 
Villanovanus - 
Villiersiana - 
Vitumnus - 
Xystonyttus - 
Yolinus - 
Zalmoxis - 
Zavattariocoris - 
Zelus - 
Zostus